# Marie Osmond
Olive Marie Osmond (13 de octubre de 1959) es una actriz y cantante estadounidense y miembro de la familia de negocios The Osmonds. Aunque nunca ha sido parte de su grupo familiar de cantantes, ha tenido éxito como cantante country en solitario en las décadas de 1970s y 1980s. Su canción más conocida es la balada country "Paper Roses.", de 1973. 
De 1976 a 1979, ella y su hermano Donny Osmond, protagonizaron el exitoso show de televisión, Donny & Marie.

## Discografía
- Marie Osmond discography

- 1973: Paper Roses
- 1974: In My Little Corner of the World
- 1975: Who's Sorry Now
- 1977: This is the Way That I Feel
- 1985: There's No Stopping Your Heart
- 1986: I Only Wanted You
- 1988: All in Love
- 1989: Steppin' Stone
- 2010: I Can Do This.
- 2016:  Music is Medicine

## Filmografía
- Perry Como Sunshine Show (1974) – Guest
- Hugo the Hippo (1975) – Vocalist
- Donny and Marie (1976) – Herself
- Goin' Coconuts (1978) – Marie
- The Gift of Love (1978) – Beth Atherton
- "The Big Show" (1980) – Host
- "Marie" (1980) TV Series – Herself
- The Osmond Family Christmas Special (1980) – Herself
- Side by Side: The True Story of the Osmond Family (1982) – Olive Osmond
- Rooster (1982) – Sister Mae Davis
- "The Love Boat" (1982) – Maria Rosselli (2 episodes)
- I Married Wyatt Earp (1983) – Josephine 'Josie' Marcus
- Rose Petal Place (1984) – Rose Petal
- The Velveteen Rabbit (1984) – Fairy Princess and Velveteen Rabbit
- Ripley's Believe It or Not! (1985–86) – Co-Host
- Rose Petal Place: Real Friends (1985) – Rose Petal
- Marie Osmond's Merry Christmas (1986) – Herself
- Television's Christmas Classics (1994) – Host
- "Maybe This Time" (1995–96) – Julia Wallace
- Buster & Chauncey's Silent Night (1998) – Queen (voice)
- O' Christmas Tree (1999) – Star (voice)
- "Donny & Marie" (1998) – Host
- "Dancing With The Stars" (2007) – Third Place
- "Dr.Phil" (2007) – Guest
- "The Paul O'Grady Show" (2009) – Guest
- "The Oprah Winfrey Show" (2010) – Guest